# Турецька православна церква
Автокефа́льний туре́цький правосла́вний патріарха́т (тур. Bağımsız Türk Ortodoks Patrikhanesi; також Правосла́вна це́рква Туре́ччини) або просто Туре́цька правосла́вна це́рква (тур. Türk Ortodoks Kilisesi) — східна-православна церква з сильним впливом турецької націоналістичної ідеології створена в 1921—1922 роках в Турецькій Республіці на противагу грецькому Вселенському патріархату Константинополя, яка не визнається іншими східно-православними церквами як помісна автокефальна церква, однак має офіційне визнання турецького уряду. Використовує у своїй літургії візантійський обряд, турецьку та грецьку мови, григоріанський календар, вона є частиною Східного християнства.

## Історія
Початок Патріархату можна віднести до греко-турецької війни. У 1922 р. за підтримки православного єпископа Хавзи, а також низки інших конгрегацій, що представляють справжній рух серед турецьке православне християнське населення Анатолії, яке бажало залишатися і православним, і турецьким, були заклики до створення нового Патріархату з турецькою мовою поклоніння.
15 вересня 1922 року Автокефальний православний патріархат Анатолії був заснований у Кайсері Павлом Карахісарітісом, прихильником Генеральної конгрегації анатолійсько-турецьких православних. Павло Карахісарітіс став патріархом цієї нової церкви і прийняв ім'я Папа Евтим І. Його підтримували ще 72 православних священнослужителів.
Того ж року його прихильники з його мовчазною підтримкою напали на Вселенського патріарха Мелетія IV 1 червня 1923 року.
2 жовтня 1923 року Папа Евтим взяв в облогу Священний Синод і призначив власний Синод. Коли Евтим вторгся в Грецький православний патріархат, він проголосив себе "головним представником усіх православних громад" (Bütün Ortodoks Cemaatleri Vekil-i Umumisi).
З новим Вселенським патріархом Григорієм VII, обраним 6 грудня 1923 р. після зречення Мелетія IV, Папа Евтим І та його послідовники знову зайняли його, і він обложив Патріархат вдруге. Цього разу їх виселила турецька поліція.
У 1924 році Карахісарітіс почав проводити літургію турецькою мовою і швидко заручився підтримкою нової Турецької Республіки, утвореної після падіння Османської імперії. Він стверджував, що Вселенський патріархат Константинополя був етнічно центрованим і сприяв грецькому населенню. Будучи відлученим від церкви за те, що він стверджував, що єпископ, але ще має дружину (одружені єпископи не допускаються в православ’ї), Карахісарітіс, який згодом змінив ім’я на Зекі Еренерол, скликав турецький церковний конгрес, який обрав його Патріархом у 1924 році.
6 червня 1924 р. на конференції в церкві Діви Марії (Мер’єм Ана) у Галаті було прийнято рішення перенести штаб-квартиру Турецького православного патріархату з Кайсері до Стамбула. На цьому ж засіданні було також вирішено, що церква Діви Марії стане центром нового Патріархату Турецької православної церкви.
За рішенням турецького уряду Карахісарітіс та члени його сім’ї були звільнені від обміну населенням, хоча не було винятків ні для послідовників Карахісарітіса, ні для ширших спільнот турецькомовних християн. Більшість турецькомовного православного населення було частиною Вселенського патріархату Константинополя.

### Підтримка турецького націоналізму
Альпарслан Тюркеш зацікавився Патріархатом під час правління Евтима I. Пізніше Тюркеш заснував "Cumhuriyetçi Köylü Millet Partisi" (Республіканська селянська та національна партія, яка перетворилася на Партію націоналістичного руху). Тюркеш також брав участь в уряді після державного перевороту після 1960 р., хоча цьому завадили, коли він потрапив у немилість уряду і був відправлений за кордон як військовий аташе.
У 1962 році, коли Папа Евтим дуже захворів, його старший син Турґут (ім'я при народженні Йорґос) був висвячений у турецького православного патріарха, прийнявши ім'я Папа Евтим II. Евтим I помер у 1968 році. Евтим II помер у 1991 році, а молодший син Карахісарітіса, Сельчук Еренерол, став новим патріархом, який отримав титул Папа Евтим III, але він відмовився від посади, протестуючи через зростаючі зв'язки між турецькою державою та Вселенським патріархом та спроби приєднання Туреччини до Європейської Унії.

### XXI століття
22 січня 2008 року Севґі Еренерол, внучка Папи Евтима I, засновника церкви, та дочка Папи Евтима III та сестра нинішнього предстоятеля Папи Евтима IV, була заарештована за нібито зв’язки з  націоналістичною підпільною організацією під назвою «Ергенекон». На момент затримання вона була речницею Патріархату. Також стверджувалося, що Патріархат служив штаб-квартирою організації. Севґі Еренерол була добре відома своєю націоналістичною діяльністю та протистоянням Вселенському патріархату Константинополя та Вірменському патріархату Константинополя. За часів Альпарслана Тюркеша вона балотувалася кандидатом у депутати від Партії націоналістичного руху.
5 серпня 2013 року Севґі Еренерол була визнана винною у причетності до так званої "Ергенеконської змови" і засуджена до довічного ув'язнення. Після повторного розгляду справи її визнали невинною та звільнили 12 березня 2014 року.
У 2018 році Турецька православна церква стала на бік Московського патріархату у конфлікті з Вселенським патріархатом Константинополя. Так, Турецький патріархат подав до суду на Вселенського патріарха Вартоломія І та Вселенський патріархат Константинополя через надання автокефалії Православній церкві України.

## Організація та структура

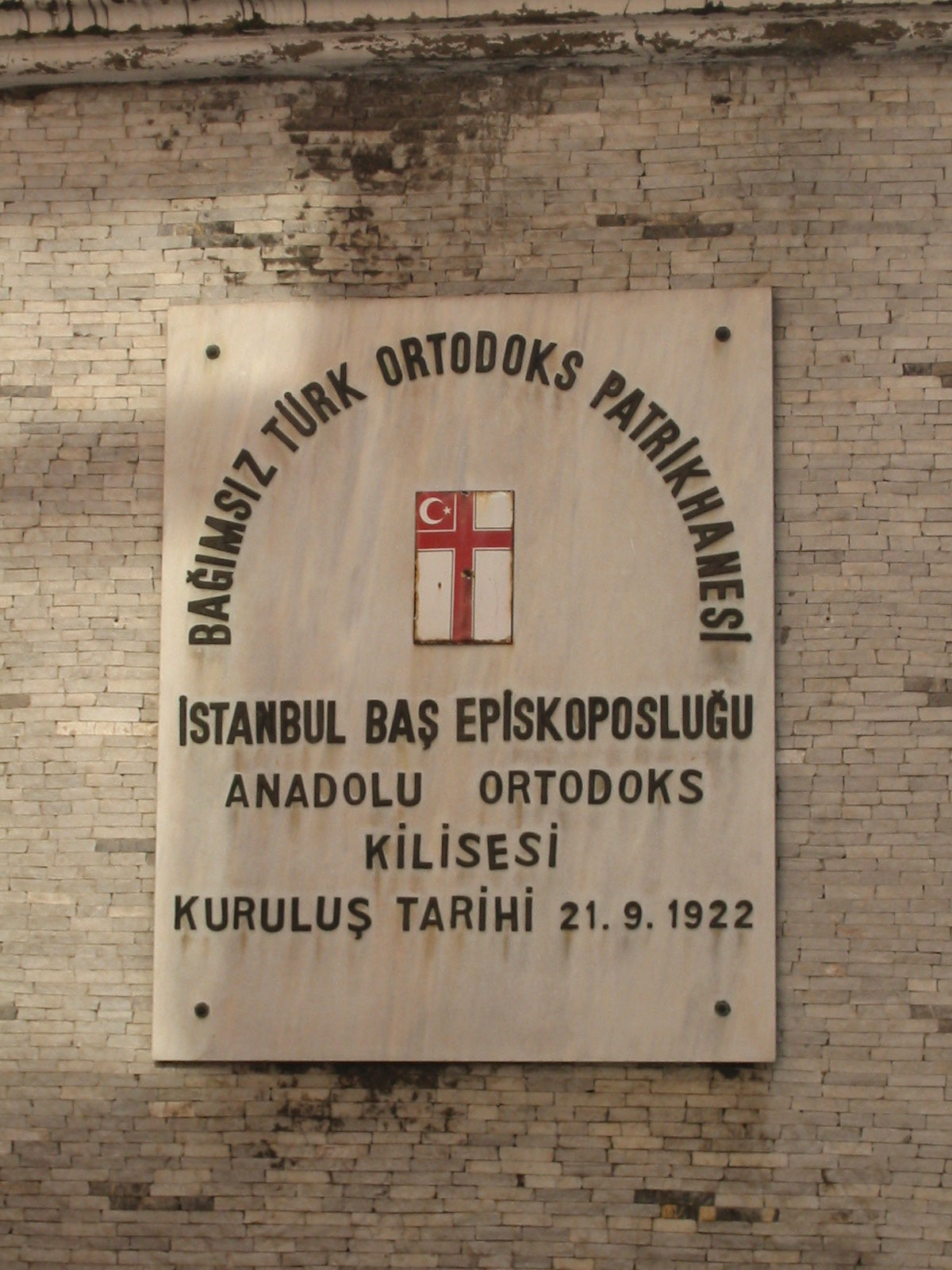
Свята Марія Каффська (Панагія Кафатіані), Турецький православний патріархат

Сьогодні відомо, що Патріархат налічує близько 350 членів. Турецький Православний Патріархат сьогодні існує в районі Бейоглу / Стамбул.

### Предстоятелі
Титул предстоятеля успадковується членами однієї сім'ї — Еренеролів (єпископи мають право на шлюб, що суперечить канонам). З 2002 року Православну церкву Туреччини очолює патріарх Евтим IV (Еренерол). Церква має у власності три храми, близько п'яти громад і кілька сотень вірян. Богослужіння ведуться турецькою мовою.

#### Заступник Патріарха
- Прокопій (1922-1923) — також відомий як Прокопіос Лазаридіс та Прокопій Іконійський, був митрополичим єпископом Коні. Він був обраний заступником патріарха Генеральної конгрегації анатолійсько-турецьких православних у 1922 р. Помер у в'язниці 31 березня 1923 р.[18]

#### Патріархи
- Папа Евтим I (1923–1962) — Павлос Карахісарітіс, пізніше Зекі Еренерол. Засновник Турецької православної церкви, він був нагороджений медаллю незалежности, найвищою відзнакою Турецької Республіки.[19] Після смерти Прокобійоса він служив духовним провідником Турецької православної церкви до 1926 р. Він був обраний патріархом у 1926 р. одразу після його освячення. У 1962 році він пішов у відставку за станом здоров’я та помер 14 березня 1968 року.
- Папа Евтим II (1962–1991) — Йорґо, пізніше Турґут Еренерол, старший син тата Евтима I. Помер 9 травня 1991 року.
- Папа Евтим III (1991–2002) — Сельчук Еренерол, молодший син тата Евтима І., подав у відставку після політичних розбіжностей з урядом Туреччини щодо посилення зв'язків між турецькою владою та Вселенським патріархом Константинополя та процесом приєднання Туреччини до Європейської Унії. Він помер 20 грудня 2002 року, лише через кілька тижнів після відставки.
- Папа Евтим IV (2002- ) — Паша Уміт Еренерол, онук тата Евтима I та син тата Евтима III. Нинішній предстоятель церкви.

### Церкви

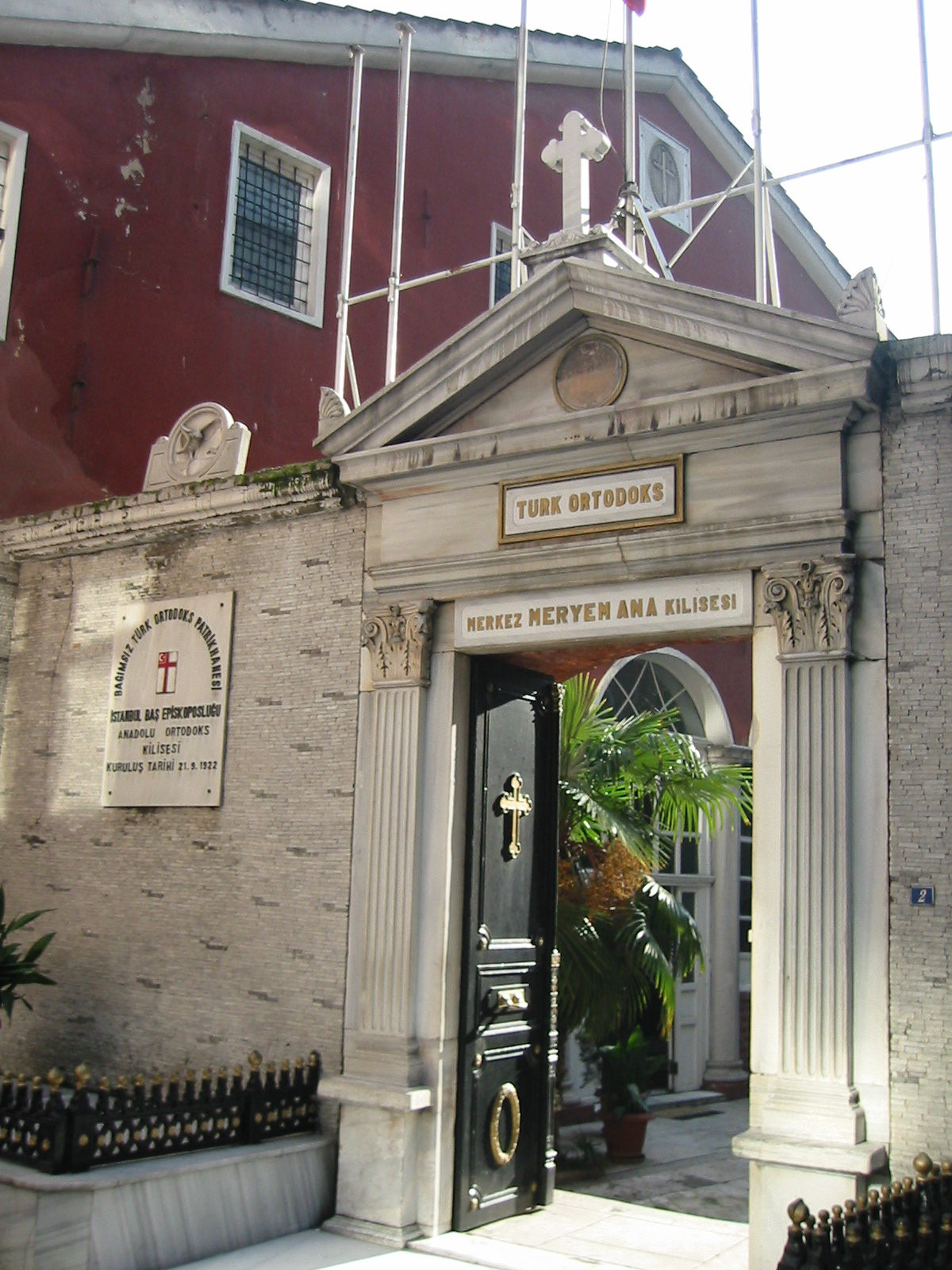
Церква Мер'єм Ана у кварталі Каракьой

Сьогодні три церкви є власністю Турецького православного патріархату, і всі вони знаходяться в Стамбулі. Крім Папи Евтима IV, громаді служать один священик і три диякони.
- Церква Мер’єм Ана в Каракеї є штаб-квартирою Патріархату. Вона була побудована у 1583 році Трифоном Карабейніковим і була відома як церква Паная (грец. Пан-Агія Кафатіані), оскільки її заснувала кримська православна громада Кафи. Церква зазнала низки пожеж та кількох перебудов, з яких найбільша була у 1840 році - даті, до якої належить нинішня будівля. Церковна громада залишила Вселенський патріархат Константинополя 5 березня 1924 р. s приєдналася до новоствореної Турецької православної церкви. Автокефальним Турецьким Православним Патріархатом у 2006 році на честь Діви Марії ім'я церкви було змінено на Церква Мер'єм Ани (Церква Матері Марії).[20]
- Церква Азіз Нікола (грец. Агіос Миколай) названа на честь святого Миколая і була побудована Трифоном Карабейніковим, остання реконструкція була зроблена в 1804 р. Церква була вилучена у Вселенського патріархату Константинополя в 1965 році та передана Автокефальному Турецькому православному патріархату.[21] У 2003 році були зруйнувані деякі частини церкви, і зараз вона є занедбаною, без використання.
- Церква Азіз Ях'я (грец. Агіос Іоанніс Продромос) названа на честь Івана Хрестителя. Вона була побудована Трифоном Карабейніковим і розташований на вулиці Векілгарч, 15, Каракой. Пожежа знищила його в 1696 році і замінила його новим у 1698 році. Реконструкції були зроблені в 1836 році і, нарешті, 1853 році архітекторами Маціні та Стаматисом Фалієросом, з дозволу султана Абдул-Меджида I, надавши церкві нинішню форму. Храм був забраний у 1965 році разом з церквою Азіза Ніколи від Вселенського патріархату Константинополя та переданий Автокефальному турецькому православному патріархату.[21] Починаючи з 1990-х років, церква була передана в оренду Ассирійській церкві Сходу, якій бракувало церкви в Стамбулі.

У 1924 році Евтим I незаконно забрав церкву Христа у власника Вселенського патріархату. Церква Христа була повернена Вселенському патріархату Константинополя в 1947 році, після судового розгляду, але потім була конфіскована для розширення доріг. Компенсація за церкву, винищену бульдозером, була виплачена фонду сім'ї Еренеролів.
Крім цих церков, Турецький православний патріархат володіє значною кількістю комерційних приміщень, офісної будівлі та літнього палацу. Вони працюють під назвою "Незалежний православний фонд Туреччини".

### Закордоном
[[Archivo:Sjuantur.JPG|міні|133x133пкс|Церква св. Івана Хрестителя]]
Турецька православна церква в США була старокатолицькою групою з 20 переважно афроамериканських церков у США, слабо пов'язаних з Патріархатом. Він утворився в 1966 році під керівництвом афроамериканського лікаря Крістофера М. Крегга. Він був освячений папою Евтимом II у 1966 році на ім’я Сівет Крістоф. Він продовжував існувати протягом 1970-х років, але розпався на початку 1980-х років, коли Креґґ відкрив клініку в Чикаґо.